# Carl-Mar Møller
Carl-Mar Møller, född 11 oktober 1953 i Herlev i Danmark, är en dansk sexolog och författare.
Carl-Mar Møller driver "Sexolog og Parterapeutskolen" i Kokkedal norr om Köpenhamn och praktiserar en av honom själv utvecklad variant av kroppspsykoterapi. Han håller mans- och kvinnokurser och har gjort sig känd för provocerande uttalande om könsroller.
Han var på 1970-talet ansluten till Scientologirörelsen, inom vilken han utbildades till terapeut ("auditör"). Han har därefter offentligt tagit avstånd från denna rörelse.
År 2007 gick Carl-Mar Møller in i Socialdemokratiet med ambition att bli folketingskandidat.
Han gifte sig 2003 med Helle Nørgaard Poulsen. Paret har sedan skilt sig.

## Diskografi
- Pik er Gud (2013) (tillsammans med Helle Nørgaard Poulsen)